# 下城 (华盛顿哥伦比亚特区)
下城（Downtown）是美国华盛顿哥伦比亚特区西北区的一个社区，也是该市的一個中央商务区。从地理上看，该区域从白宫向西、西北、北、东北和东延伸大约五到六个街块。一些重要的博物馆，剧院，和主要的体育场馆都位于该地区。这个区域的一部分被称为“下城历史街区”，2001年被列入国家史迹名录。

## 位置

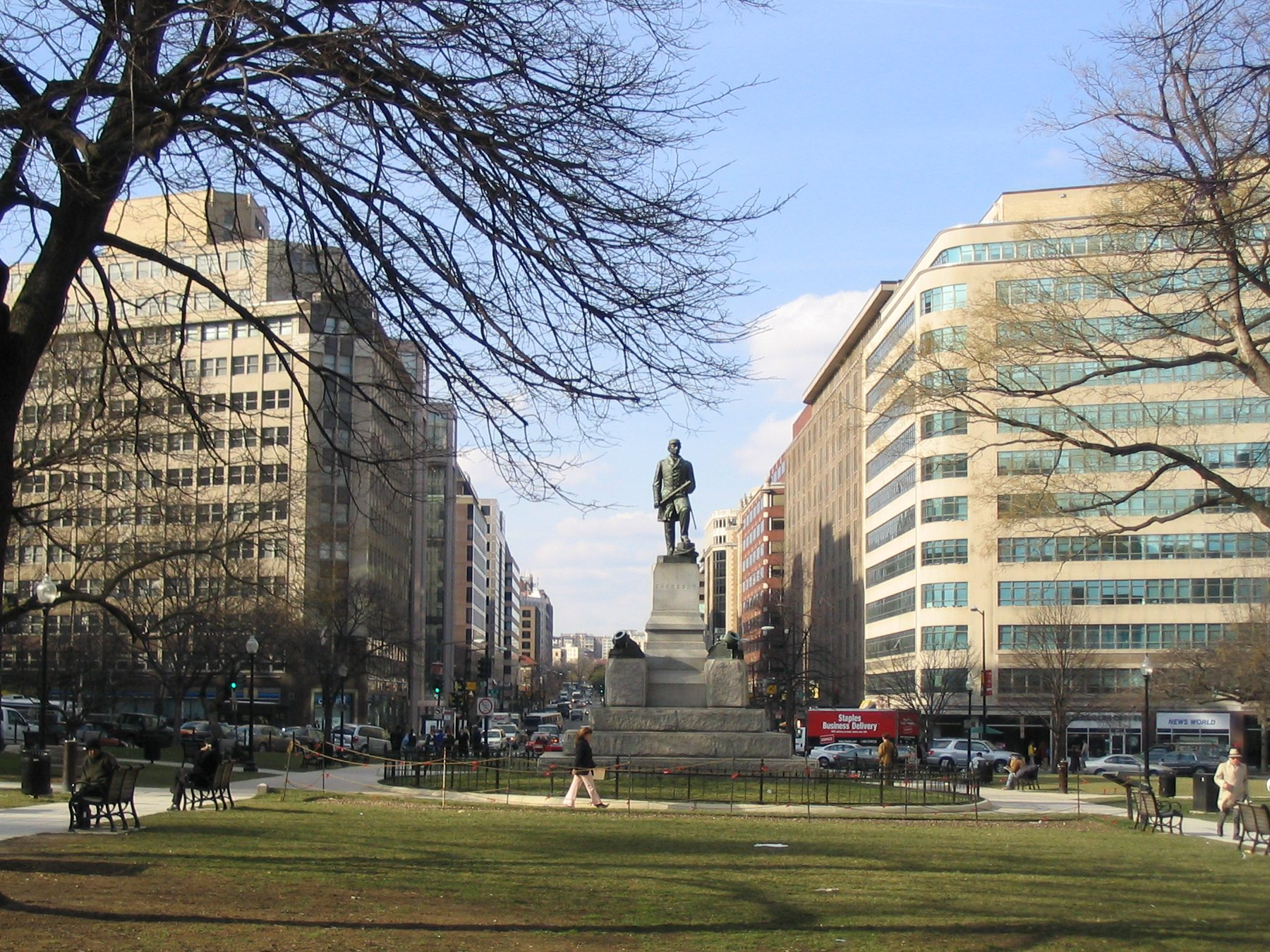
法拉格特广场公园

下城的边界不规则，而且很难界定。从历史上看，下城的边界是宾夕法尼亚大道、纽约大道、马萨诸塞大道和印第安纳大道。 该区域包括潘恩区、弗农山广场、华府华埠和司法广场（Judiciary Square）社区。
然而，2004年的《弗罗默旅行指南》定义下城的边界为7街、宾夕法尼亚大道、22街和P街。 这个定义包括上面列出的社区，以及雾谷，西区（West End）、洛根圆环和杜邦圆环社区的下部。这个更宽泛的下城的定义是由于在法拉格特广场周围,沿着K街向西，并沿着康涅狄格大道新建大量办公楼 7街以东区域到联合车站（北到马萨诸塞大道，南到宪法大道），到2000年代中期，开始将下城边界向东推进。。
到1990年代，并一直持续到2010年代，下城的核心几乎完全商业化，主要用途是作为办公楼。 该地区有多个景点，包括博物馆（如国际间谍博物馆、国家水族馆、国家档案馆、国立建筑博物馆、国际女性艺术博物馆、美国国家画廊、新闻博物馆和史密森尼美国艺术博物馆）和剧院（如福特剧院、国家剧院、莎士比亚剧院、华纳剧院和长毛象剧院）。 潘恩区和华府华埠拥有许多酒吧和餐馆，旧邮政局大楼的观景台以该市的壮观景色而闻名。 7街介于H街和F街之间很短的商业街被称为"Gallery Place"—已成为酒吧，餐馆，剧院和高档零售店的主要枢纽。。
然而，即使是迟至2010年，核心区的大部分在夜间渺无人迹，除了电影院和餐馆周围的街道。 1990年，该地区有大约4000居民，到2010年增加到8,449人。 但因为华盛顿特区的建筑高度限制，限制了人口密度。 
华盛顿下城的大部分由各种风格的办公楼组成。 